# Ansis
Ansis Kolmanis (Jūrmala, 8 maggio 1987) è un rapper e produttore discografico lettone.

## Biografia
Originario di Jūrmala, è salito alla ribalta grazie alla pubblicazione del quinto album in studio Balzams, che nell'ambito del Zelta Mikrofons, il principale riconoscimento musicale lettone, ha trionfato come miglior disco hip hop. Dal punto di vista commerciale, seppur sia stato pubblicato nel 2017, è risultato il 31º album più venduto a livello nazionale nel corso del 2019, e il 6º tra quelli degli artisti locali. È stato anche menzionato dalla Latvijas Izpildītāju un producentu apvienība come punto di riferimento per la svolta dello streaming in Lettonia.
Nel 2018 ha inciso con la partecipazione di Kristīne Pāže il suo singolo di debutto Zemes stunda, che è diventata una hit, poiché è arrivata al 2º posto della classifica dei singoli redatta dalla LaIPA, risultando inoltre il 12º brano più venduto in generale in territorio lettone nel corso dell'anno seguente, e il primo tra quelli in lettone. Il successo del singolo gli ha fruttato due candidature al Zelta Mikrofons 2019 per la canzone dell'anno e per l'Origo Zelta dziesma, trionfando in quest'ultima categoria. Nel 2020 è stato messo in commercio il sesto album in studio Liela māksla, che ha trionfato al Zelta Mikrofons dell'anno seguente come album dell'anno e album hip hop dell'anno.
Ansis è stato candidato per tre premi Gamma nel febbraio 2025, di cui due per suoi due concerti dal vivo del febbraio precedente presso la Palladium Rīga.

## Discografia

### Da solista

#### Album in studio
- 2013 – Dekadansis, vol. 1
- 2013 – Dekadansis, vol. 2
- 2013 – #Himnas
- 2017 – Standarti
- 2017 – Balzams
- 2020 – Liela māksla

#### Album dal vivo
- 2018 – Dzīvajā no Omas briljanta
- 2020 – Koncertprograma Pa Apli

#### Singoli
- 2018 – Zemes stunda (feat. Kristīne Pāže)
- 2024 – Jūk (con Aija Andrejeva)
- 2024 – Ko teica mūza (con Putāns e Gustavo)

### Netīrās Cilpas
- 2023 – Melnezera grāmata